# Теодоан (граф Отёна)
Теодоан (Тедуан, Тюен) (фр. Theodoen, Teudoin, Thiouin, умер в 826) — граф Отёна и Макона (793—796), сын графа Отёна Тьерри I и Альдоны (Альды), возможно, дочери майордома франков Карла Мартелла.

## Биография
О правлении графа Теодоана известно очень мало. Он упоминается в числе других братьев как один из свидетелей, подписавший хартию Гильома Желонского об основании аббатства в Желоне, датированную 15 декабря 804 года. Судя по всему, Теодоан унаследовал графство Отён и, возможно, Макон после смерти отца. Однако в 796 году по просьбе некоего поверенного Муаза, король Карл Великий послал в Отён Хильдебранда II, сеньора Перреси, в качестве missi dominici («государева посланца»), после чего новым графом Отёна был назначен Хильдебранда III, судя по всему, сын или племянник Хильдебранда II. Причины смещения Теодоана с должности неизвестны.

## В искусстве
Теодоан является одним из действующих лиц романа Марка Палье «Le poignard et le poison» (Кинжал и яд).

## Брак и дети
Имя жены Теодоана не известно. Единственный ребёнок от этого брака:
- Тьерри II (ум. 821 или 826) — граф Отёна с 815